# Alice Oseman
Alice May Oseman, née le 16 octobre 1994, est une autrice et illustratrice britannique de fiction pour jeunes adultes. Elle écrit son premier roman à l'âge de 17 ans. Elle obtient par la suite son premier contrat d'édition chez HarperCollins à 19 ans et fait publier son premier roman, Solitaire, en 2014. Elle est également l'autrice de Radio Silence, I Was Born For This, Loveless et de la bande dessinée web Heartstopper. Ses romans se concentrent sur la vie contemporaine des adolescents au Royaume-Uni, ayant reçu des éloges concernant leur réalisme, leur inclusion de la communauté LGBT et leur répresentation des problèmes de santé mentale. Oseman reçoit de nombreux prix littéraires pour ses oeuvres tel qu'un silver Inky Award , un British Book Awards et deux Goodreads Choice Awards.
En avril 2022, son webcomic populaire Heartstopper est adapté en série sur Netflix, produit par See-Saw. Oseman écrit et produit la série qui rencontre de nombreux succès et nominations, notamment le  Children’s and Family Emmy Awards (2022) : “Meilleur programme pour adolescents” pour la première saison et le 27ème National Television Awards (2022) : Nomination pour “Nouvelle série” pour la première saison.

## Biographie
Alice Oseman est née le 16 octobre 1994 à Chatham dans le Kent. Elle fait ses études à la Rochester Grammar School. Elle a obtenu un diplôme d'anglais à l'université de Durham en 2016. Elle écrit son premier roman à l'âge de dix-sept ans. Puis, à dix-neuve ans elle obtient un contrat d'édition chez HarperCollins, éditeur américain, en obtenant les droits aux enchères. Dans une interview, elle raconte qu'elle préfère prévoir ses histoires avec précision avant de commencer à les écrire. Alice Oseman utilise les pronoms anglais she/her et they/them pour parler d'elle-même. Toutetois, elle a décrit son genre comme un voyage en cours, sans être lié à des labels spécifiques. Alice Oseman est aromantique et asexuelle.

## Œuvres
Son premier roman, Solitaire, est publié par HarperCollins en 2014 après une guerre d'enchères. Le nom vient du groupe appelé Solitaire qui organise des farces dans l’école du personnage principale : Tori Spring, une adolescente pessimiste, qui rencontre Michael, son opposé polaire - un incroyable optimiste. Ils tentent de découvrir qui est derrière les farces de leur école, qui deviennent plus sérieuses à mesure que le roman avance. Oseman a déclaré que « Solitaire » était sa réponse à « L'attrape-cœurs », un récit sur la culture des jeunes autour de la dépression, du sexe, de la rébellion et de l'identité. Oseman explique qu'elle a eu du mal à trouver des livres qui représentaient son monde, une école britannique composée uniquement de filles. Elle raconte qu'elle a commencé à écrire Solitaire juste pour s'amuser. Ce n'est que vers la fin qu'elle a réalisé à quel point elle voulait devenir un auteur et à quel point elle croyait en ce livre. Solitaire marque également les premières apparitions de Charlie Spring et Nick Nelson, les personnages principaux de sa célèbre bande dessinée Heartstopper.
Oseman publie aussi deux ebooks basés sur des personnages de Solitaire, intitulés Nick et Charlie (juillet 2015) et This Winter (novembre 2015) chez Harper Collins Children's Books.
En 2016, elle publie son deuxième roman, Radio Silence. Le roman suit Frances, une lycéenne dont la vie tourne autour de son admission à Cambridge, qui rencontre le créateur timide derrière son podcast préféré, Aled (également présent dans la bande dessinée Heartstopper en tant que personnage secondaire). Des thèmes tels que les pressions académiques, les relations et identités LGBT + sont au cœur du roman. Oseman a noté que l'expérience de Frances dans Radio Silence était similaire à la pression qu'elle a ressentie en étudiant à l'université de Durham, entourée de personnes très ambitieuses dans le monde universitaire où la joie d'apprendre était pratiquement inexistante. Ce roman est salué par la critique pour la diversité de ses personnages. Oseman écrit sur l'importance de la diversité sur son blog et avoue le manque de diversité de son premier roman, Solitaire,. Le roman remporte le Silver Inky Award 2017 pour la littérature pour jeunes adultes.
Son troisième livre, intitulé I Was Born For This, est publié en mai 2018. Il suit l'histoire de Fereshteh "Angel" Rahimi et Jimmy Kaga-Ricci. L'histoire concerne un groupe appelé The Ark et leur fandom, avec un accent particulier sur le fandom chez les adolescents. Un critique dit qu'un des messages du livre est que vous pouvez faire partie d'un fandom, mais vous devez vous assurer de ne pas vous y perdre, et être un fan extrême peut empêcher ceux qui sont sous les projecteurs de se sentir eux-mêmes.
Elle est également l'autrice/artiste de la bande dessinée web Heartstopper, qui suit la relation amoureuse entre Charlie Spring (frère de Tori Spring) et Nick Nelson. L'histoire parle de sujets d'actualité tels que le coming-out forcé, la biphobie ou encore l'anorexie. Les personnages sont distincts et chaque personne doit affronter différents problèmes : Nick explore sa bisexualité, le harcèlement qu'a subi Charlie a laissé des traces qui lutte également contre l'anorexie, et des personnages secondaires comme Elle explorent la transition et la psychologie d'une adolescente transgenre. Elle s'est inspirée de sa propre histoire pour écrire Heartstopper. Au départ, Oseman et son agent étaient d'accord qu'il n'y avait pas de marché pour les romans graphiques contemporains pour jeunes au Royaume-Uni et qu'il lui serait difficile de publier Heartstopper en version imprimée. Elle a donc décidé de financer une édition auto-publiée par le crowdfunding. Son objectif initial de 9 000 livres sterling a été atteint en moins de deux heures, et la page de collecte de fonds a finalement rapporté 58 925 livres sterling. Les quatre premiers volumes de la bande dessinée sont acquis par Hachette Children's Group. Le volume un est publié en février 2017, le volume deux en juillet 2019, le volume trois en février 2020. Le quatrième a été publié en juin 2021 en français. Le cinquième volume est publié le 7 décembre 2023 dans sa version originale anglaise. Le volume 5 de Heartstopper s'est vendu à 60 012 exemplaires au cours des trois premiers jours de sa sortie. Il s'agit du livre le plus vendu de la semaine au Royaume-Uni, toutes catégories confondues, y compris les ouvrages de fiction et les ouvrages documentaires pour adultes et pour enfants, et du roman graphique qui s'est vendu le plus rapidement au Royaume-Uni. De plus le volume six est confirmé, mais n'a pas de date de parution pour le moment. Cette œuvre a également été adaptée en série et est disponible sur la catalogue Netflix depuis avril 2022. Après la première semaine de diffusion de l'adaptation télévisée, les ventes de bandes dessinées ont augmenté de plus de 220 %. La saison 1 de l'adaptation retrace en 8 épisodes l'histoire des deux premiers tomes. La saison 2 de la série est sortie sur Netflix le 3 août 2023. Ces 8 épisodes s'inspirent plus particulièrement du tome 3 de la saga, bien que certaines scènes soient différentes et adaptées pour le scénario. La saison 3 de Heartstopper a été diffusée le 3 octobre 2024 et explore des sujets plus sensibles concernant la santé mentale, notamment les luttes croissantes de Charlie contre son anorexie. Oseman a fait remarquer que le thème principal de cette saison est le parcours de Charlie en matière de santé mentale et que nous entrons dans sa période la plus sombre, puis nous le suivons alors qu'il s'en sort. En ce qui concerne l'exploration de ce sujet, Oseman a expliqué qu'elle voulait que la représentation soit réaliste et authentique, sans la rendre si sombre qu'elle soit dangereux pour les gens de la regarder.
Elle est aussi l'autrice de Loveless. Ce roman, publié en juillet 2020 en Angleterre, raconte l'histoire de Georgia, une jeune fille introvertie qui lit des fanfictions et qui rêve du grand amour. Mais elle n'a jamais embrassé personne. Sa rentrée à l'université chamboule sa vie. Ce livre parle d'asexualité et d'aromantisme, de trouver sa place et du passage à l'âge adulte. Malgré le titre, l'histoire parle d'amour sous toutes ses formes. Ce livre est très connecté à la vie d'Alice Oseman qui est asexuelle et aromantique. Considerant que la représentation des asexuels et des aromantiques est très importante et sous-représentée, Oseman considère que le monde est obsédé par le sexe et le romantisme et que si l'on n'a pas cela, on a l'impression de ne pas avoir accompli quelque chose de vraiment important. Elle a décrit, « On me demande souvent pourquoi j'écris des histoires romantiques alors que je suis ace et que je suis aro. J'adore lire des histoires d’amour romantique, et c’est tout. Ce n'est pas parce qu’on aime lire ou écrire certaines choses qu'on veut nécessairement cela pour soi-même. C’est comme les gens qui aiment regarder des films d'horreur, cela ne signifie pas qu’ils veulent être dans un film d’horreur. » Oseman déclare que rétrospectivement, le personnage principal de Solitaire, Tori, donne l'impression d'être asexuelle, ce qui n'était pourtant pas intentionnel. Elle déclare : « Je ne savais même pas ce qu'était l'asexualité. En tant que personne créative, c'est par l'écriture que j'explore les choses qui me touchent ». Oseman a admis que Loveless lui a demandé plus sur le plan émotionnel et mental qu'elle ne l'avait prévu au départ. Il lui a fallu exprimer des sentiments et des expériences qui lui ont causé une immense douleur émotionnelle pendant de longues périodes de sa vie, tout en leur donnant une tournure optimiste. Elle a aussi expliqué qu'après Loveless, elle a été confrontée à un “burnout" en ce qui concerne l'écriture en prose, puisqu'elle écrivait des romans de manière régulière depuis l'âge de dix-sept ans et qu'elle fait maintenant une pause dans ce genre.

## Style d'écriture
Les œuvres et publications d'Oseman se situent dans un seul univers où plusieurs des personnages réapparaissent dans les œuvres qui suivent suivant une temporalité interconnectée. Cet univers est baptisé par ses fans le "Osemanverse" , ce sont des œuvres qui évoquent des thématiques contemporaines tel que l'identité LGBTQ+, la santé mentale et la quête de soi.
La temporalité des oeuvres démarrent sur l'histoire se concentrant sur Tori Spring, une adolescente introvertie et cynique, et introduit son frère Charlie Spring, qui deviendra le protagoniste de Heartstopper. L'intrigue d'Heartstopper retrace la relation entre Charlie et Nick Nelson, son partenaire, avant et pendant les événements de Solitaire. Cet ouvrage est au cœur de l’Osemanverse et développe la dynamique de plusieurs personnages secondaires. Radio Silence se déroule dans le même univers, avec des liens indirects à Solitaire via Aled Last, un ami de Tori. I Was Born for This se concentre sur Angel Rahimi et Jimmy Kaga-Ricci, sans connexion directe aux personnages principaux des autres œuvres. Enfin, Loveless (2020) relate le parcours de Georgia Warr, bien qu’indépendant, ce roman mentionne l’école de certains personnages de Heartstopper, reliant subtilement l’ensemble.
Dans l'ordre chronologique narratif, Heartstopper se situe avant Solitaire, suivi de Radio Silence, puis de I Was Born for This et Loveless, tous formants un réseau d’histoires interconnectées explorant la jeunesse et l’identité.

## Adaptation TV
Article principale: Heartstopper (série télévisée)
Le Roman graphique Heartstopper fait son apparition sur nos écrans. En effet, les droits télévisés de la série ont été achetés par See-Saw Films en juillet 2019, et Netflix acquiert les droits de distribution en 2021. Euros Lyn a été engagé en tant que réalisateur. Le tournage s'est déroulé d'avril à juin de cette année-là, avec des aperçus diffusés tout au long de cette période promotionnel. Oseman a travaillé en étroite collaboration avec l'équipe de production, notamment le réalisateur Euros Lyn et le producteur exécutif Patrick Walters, pour donner vie à l'histoire sur Netflix. L'autrice a adapté la série pour la télévision, en écrivant le scénario et en étant producteur exécutif ainsi que veiller à ce que la série télévisée reste fidèle a l'oeuvre original, en incorporant des scènes et des personnages clés des bandes dessinées.
La première saison de Heartstopper est sortie le 22 avril 2022, la deuxième le 3 août 2023, et la troisième le 3 octobre 2024. La série a été saluée par la critique, notamment pour son ton, son rythme et sa représentation des personnes LGBTQ, la première saison recevant neuf nominations et cinq récompenses lors de la cérémonie inaugurale des Children's and Family Emmy Awards. Elle a rencontré un succès immédiat, se classant parmi les dix séries anglophones les plus regardées sur Netflix en seulement deux jours après sa sortie. Elle a également augmenté la popularité des romans graphiques et des chansons présentées dans la série.
Diverses chansons préexistantes ont été utilisées pour la bande-son de la série, en complément d'une musique originale composée par Adiescar Chase. La cinématographie et l'étalonnage des couleurs ont été planifiés à l'avance pour donner à la série une atmosphère unique, renforcée par l'utilisation d'une animation traditionnelle adaptée du matériel source. Pour la troisième saison, le rôle de réalisateur a été confié à Andy Newbery.

## Récompenses

### Récompenses littéraires
| Année | Récompenses                      | Catégories                                                 | Nominations         |
| ----- | -------------------------------- | ---------------------------------------------------------- | ------------------- |
| 2017  | Inky Awards                      | Silver Inky (Fiction International)                        | Radio Silence       |
| 2018  | United by Pop Awards             | Livre jeune adulte de l'année                              | I Was Born For This |
| 2020  | Goodreads Choice Awards          | Meilleur Roman Graphique & Comics                          | Heartstopper 3      |
| 2021  | The Bookseller Awards            | Livre jeune adulte de l'année                              | Loveless            |
| 2022  | Books Are My Bag Reader's Awards | Choix des lecteurs                                         | Heartstopper        |
| 2022  | Books Are My Bag Reader's Awards | Auteur(e) émergeant(e)                                     | Alice Oseman        |
| 2022  | Goodreads Choice Awards          | Meilleur Roman Graphique & Comics                          | Heartstopper 4      |
| 2023  | British Book Awards              | Illustratrice de l'année                                   | Alice Oseman        |
| 2023  | Hay Festival                     | Fiction médaillé                                           | Heartstopper        |
| 2023  | Tik Tok Book Awards              | Meilleur livre que j'aimerais relire pour la première fois | Heartstopper 1      |
| 2023  | Prix des libraires du Québec     | 12-17 ans hors Québec                                      | Loveless            |
| 2024  | Goodreads Choice Awards          | Meilleur Fiction Jeune Adulte                              | Heartstopper 5      |

### Récompenses de la télévision
|      | Récompenses                           | Catégories                                                         | Nominations           |
| ---- | ------------------------------------- | ------------------------------------------------------------------ | --------------------- |
| 2022 | Attitude Awards                       | Prix TV                                                            | Heartstopper saison 1 |
| 2022 | Children's and Family Emmy Awards     | Meilleur série pour jeunes adolescents                             | Heartstopper saison 1 |
| 2022 | Children's and Family Emmy Awards     | Meilleur écriture pour un programme déstiné aux jeunes adolescents | Alice Oseman          |
| 2022 | Dorian Awards                         | Meilleur série LGBT                                                | Heartstopper saison 1 |
| 2022 | TV Choice Awards                      | Meilleur nouvelle série dramatique                                 | Heartstopper saison 1 |
| 2023 | GLAAD Media Awardsza                  | Meilleur programme familial et pour enfants– Live action           | Heartstopper saison 1 |
| 2023 | Kidscreen Awards                      | Meilleur Nouvelle Série pour adolescents                           | Heartstopper saison 1 |
| 2023 | Kidscreen Awards                      | Meilleur Inclusivité - pour adolescents                            | Heartstopper saison 1 |
| 2023 | Queerty Awards                        | Comédie TV                                                         | Heartstopper saison 1 |
| 2024 | Television Critics Association Awards | Meilleur réalisation dans un programme familial                    | Heartstopper saison 2 |